# Шнитке, Гарри Викторович
Гарри Викторович Шнитке (нем. Harry Maximilian Schnittke; 1914, Франкфурт-на-Майне, Пруссия — 1975, Москва) — советский переводчик и журналист.

## Биография
Родился в 1914 году во Франкфурте-на-Майне в еврейской семье, перебравшейся в Германию из Либавы в 1910 году. В 1927 году вся семья (родители, Гарри с братьями Эдуардом и Анатолием перебрались в Советский Союз, где отец, Виктор Миронович Шнитке (1889—1956), получил высшее образование и устроился в Москве инженером. Мать, Теа Абрамовна Шнитке (1889—1970), на протяжении нескольких десятилетий работала редактором в Государственном издательстве иностранной литературы, занималась немецкой филологией и переводами на немецкий язык, в том числе была автором учебника «Грамматика немецкого языка» (с Эрной Эрлих, Москва: Издательство литературы на иностранных языках, 1963; второе издание — Киев, 1995), редактором и автором примечаний к немецкому изданию романа Томаса Манна «Будденброки» (2-е издание — 1959), роману Яна Петерсена «Наша улица» (там же, 1952), перевела на немецкий язык роман Александра Фадеева «Последний из Удэге» (1932 и 1972).
В 1930 году, не закончив школы-десятилетки, переехал в столицу АССР Немцев Поволжья Покровск, где стал корреспондентом местных периодических изданий на немецком языке. В 1933 году женился на учительнице немецкого языка Марии Иосифовне Фогель (1910—1972), в следующем году родился его старший сын — будущий композитор Альфред Шнитке, потом ещё двое детей — Виктор (в будущем поэт и переводчик) и Ирина (в будущем переводчица).
В 1943 году был призван на фронт, служил военным переводчиком, публиковал фронтовые рассказы, очерки и корреспонденции на русском языке в газете «Большевик», был награждён орденом Красной Звезды. В 1946—1948 годах работал журналистом и переводчиком в издаваемой советскими властями в Вене газете «Österreichische Zeitung». По возвращении в Москву поселился в подмосковной Валентиновке и вместе с женой устроился в редакцию московской газеты «Neue Leben», где работал до конца жизни.
Перевёл с русского на немецкий язык ряд произведений советских литераторов, изданных главным образом в Государственном издательстве литературы на иностранных языках (впоследствии «Прогресс»). Среди прочего, в его переводах вышли «Des Friedens Gewähr» Вадима Собко (1951), «Erzählungen» Фёдора Кнорре (1955), «In einer Kollektivwirtschaft» Валентина Овечкина (1955), «Meine Zöglinge» Бориса Федера (1956), «Jakutische Diamanten» Валерия Осипова (1958), «In die Enge getrieben» Николая Вирты (1959), «Das neue Bild der Sowjetunion» Николая Михайлова (1960), «Weither leuchtet ein Stern» Александра Чаковского (совместно со своей матерью, Теей Шнитке, 1964), «Geschichte der Kommunistischen Partei der Sowjetunion. Bd. 1. Die Gründung der Bolschewistischen Partei» Петра Поспелова (История коммунистической партии Советского Союза, 1968), «Die Partei der Bolschewiki im Kampf für den Sturz des Zarismus — Geschichte der Kommunistischen Partei der Sowjetunion Bd. 2» (второй том, 1969), и множество других. В 1960 году был опубликован фотоальбом Г. Шнитке «Die ersten Fotos der Mondrückseite».
Умер в 1975 году. Похоронен на Введенском кладбище (9 уч.).

## Семья
- Брат — Анатолий Викторович Шнитке (17 августа 1917 — 24 марта 1986), художник и архитектор, работал в редакции газеты «Neues Leben» (с 1974 года — в Израиле); его дочь — американская славистка Ольга Меерсон (род. 1959)[7].
- Сын — композитор, музыкальный педагог и музыковед Альфред Гарриевич Шнитке (1934—1998)
- Племянник — правозащитник и общественный деятель, кандидат технических наук Владимир Эдуардович Шнитке (1939—2022), председатель петербургского общества «Мемориал» (1989), основатель Петербургского научно-исследовательского центра «Холокост»[8].